# Halictus
Genre
Halictus est un genre d'insectes hyménoptères (abeilles) de la famille des Halictidae.

## Liste d'espèces
Parmi les très nombreuses espèces de ce genre en Europe :
- Halictus compressus
- Halictus langobardicus
- Halictus maculatus
- Halictus quadricinctus
- Halictus rubicundus
- Halictus scabiosae
- Halictus sexcinctus
- Halictus simplex
- Halictus tumulorum ou Halictus (Seladonia) tumulorum, parfois Seladonia tumulorum
- Halictus subauratus